# Sòl de Riu
Sòl de Riu és el nom que rep la desembocadura del riu de la Sénia, on es troben la costa de Catalunya i el País Valencià. Els municipis que hi termenegen són Alcanar (a la partida de la Martorella i prop de les Cases d'Alcanar) a la riba nord, i Vinaròs a la riba sud.
Pel vessant nord, a la Costa Daurada, el seu mirador és perfectament accessible en cotxe i el vessant sud, a la Costa dels Tarongers, ho és amb bicicleta. El pont més proper és part de la N-340.
El seu nom, sòl de riu, també es pot aplicar genèricament al curs baix de qualsevol riu prop de la seva desembocadura.